# Championnats de France de paratriathlon 2021
Navigation
2020 2022
Les championnats de France de paratriathlon 2021 ont lieu à Saint-Jean-de-Monts le samedi 11 septembre 2021.

## Palmarès
32 compétiteurs sont inscrits pour 2021, 27 hommes et 5 femmes. Classement général de la course qui s'est déroulée sur distance S, ils mettent en œuvre la classification de handicap validée par la Fédération internationale de triathlon.

### Hommes
| Position           | PTWC            | PTS2           | PTS3             | PTS4                      | PTS5               | PTVI              |
| ------------------ | --------------- | -------------- | ---------------- | ------------------------- | ------------------ | ----------------- |
| Médaille d'or      | Louis Noël      | Jules Ribstein | Michaël Herter   | Alexis Hanquinquant       | Antoine Besse      | Thibaut Rigaudeau |
| Médaille d'argent  | Étienne Debarre | Geoffrey Wersy | Jonathan Deleidi | Pierre-Antoine Baele      | Julien Veysseyre   | Romain Richard    |
| Médaille de bronze | NA              | NA             | Adrien Alauzet   | Benjamin Lacroix Desmazes | Pierre-David Pagan | NA                |

### Femmes
| Position           | PTWC         | PTS2 | PTS3 | PTS4 | PTS5             | PTVI              |
| ------------------ | ------------ | ---- | ---- | ---- | ---------------- | ----------------- |
| Médaille d'or      | Mona Francis | NA   | NA   | NA   | Gwladys Lemoussu | Annouck Curzillat |
| Médaille d'argent  | NA           | NA   | NA   | NA   | NA               | NA                |
| Médaille de bronze | NA           | NA   | NA   | NA   | NA               | NA                |